# كآرلو يوهو ستولبيرغ
د.كارلو يوهو ستولبيرغ (Kaarlo Juho Ståhlberg؛ سووموسالمي، 28 يناير 1865 - هلسنكي، 22 سبتمبر 1952) الرئيس الفنلندي الأول (1919-1925). وفقيه قانوني وأكاديمي، لعب دوراً محورياً في صياغة مسودة دستور فنلندا عام 1919.
وكان ليبرالياً قومياً.

## السيرة الذاتية

### الحياة مبكر
ولد ستولبيرغ في سووموسالمي بإقليم كاينو الفنلندي. إبناً ثانياً ليوهان غابرييل ستولبيرغ وهو مساعد راعي، وأماندا غوستافا كاسترين. كان أسلاف ستولبيرغ على جانبي عائلته من الرجال الدين اللوثريين. وقد عـُمد باسم "كارل يوهان"، ولكن فـُنلـِند لاحقاً إلى كآرلو يوهو، كما فعل معظم الفنومانيون (أي أنصار الثقافة واللغة الفنلندية بدلا من السويدية).
عاش ستولبيرغ وأسرته في لهتي، حيث ذهب أيضا بمدرسة لغة. توفي والد ستولبيرغ وهو مايزال صبياً، تركاً عائلته في وضع مالي صعب. انتقلت العائلة إلى أولو، حيث دخل بالمدرسة بينما عملت الأم لدعم الأسرة. تحدث وأيدت أسرة ستولبيرغ دائماً اللغة الفنلندية، والتحق ستولبيرغ الشاب ثانوية لوسيو الفنلندية الخاصة، حيث تفوق وكان الأول بصفه. في عام 1889 تخرج من كلية القانون بجامعة هلسنكي. وتحصل الدكتوراه في القانون في عام 1893.

## روابط خارجية
- كآرلو يوهو ستولبيرغ على موقع الموسوعة البريطانية (الإنجليزية)